# Церква Всіх Святих (Городниця)
Церква Всіх Святих у Городниці — парафія і храм греко-католицької громади Гусятинського деканату Бучацької єпархії Української греко-католицької церкви в селі Городниця Чортківського району Тернопільської области.

## Історія церкви
У селі в 1772 році збудували муровану греко-католицьку церкву Святої Трійці, яка нині належить громаді ПЦУ. Греко-католицька парафія діяла до 1946 року, а в період з 1946 по 1990 рік храм належав до РПЦ.
Греко-католицька парафія церкви Всіх Святих була заснована у 1993 році понад 170 парафіянами, які вийшли зі складу православної громади УАПЦ. Того ж року вони облаштували храм у напівзруйнованому приміщенні римо-католицького костелу, що діяв у 1895–1946 роках, а потім використовувався як колгоспний склад. Після реставраційних робіт і освячення 20 листопада 1993 року в храмі почали проводити богослужіння.
При парафії діють братство «Матері Божої Неустанної Помочі» і Параманне братство.

## Парохи
- о. Василь Вайла (1993—2003),
- о. Олександр Бондаренко (2003—2005),
- о. Ігор Фуга (2005—2007),
- о. Богдан Байда (з 2007).